# Familia Urdaneta
Los Urdaneta son una prestigiosa familia colombiana y venezolana, originaria de Guipúzcoa, País Vasco, España. La familia tiene dos grandes ramas en Venezuela y Colombia. La primera, actualmente relevante y con mucho prestigio, es la más conocida de las dos ramas, al tener un presidente y la que más miembros notables tiene, tanto así que históricamente se asocia al país con la familia.
Las dos ramas de la familia tienen miembros cuya característica en común es la pertenencia a las instituciones de defensa y seguridad de sus respectivos países, ergo, que ambas familias tienen miembros de las fuerzas armadas de Venezuela y Colombia. Destacan igualmente poetas, políticos, diplomáticos.

## Historia

### Orígenes
La palabra Urdaneta está compuesta por las palabras Urdan y Eta, que en vasco significa "Lugar del Jabalí", y sus orígenes datan a 1388, con el hidalgo Ximeno Urdaneta. La rama colombiana es famosa porque uno de sus integrantes fue presidente del país -Roberto Urdaneta- además de Rafael Urdaneta. Ambas ramas tienen entre sus miembros: empresarios, abogados, políticos y escritores. También por sus enlaces matrimoniales los Urdaneta están conectados a otras poderosas familias como los Holguín y los Caro. La familia tiene dos grandes vertientes, la venezolana -a la que pertenece el militar Rafael Urdaneta-, y la colombiana, aunque también tiene una pequeña rama en Uruguay -a la que pertenece Francisco Urdaneta-.